# Zuzana Švabinská
Zuzana Švabinská, roz. Vejrychová (15. března 1912 Praha – 4. června 2004 tamtéž) byla dokumentátorka a kulturní pracovnice. Zuzana byla dcerou Rudolfa Vejrycha a Anny Vejrychové, roz. Procházkové a adoptivní dcerou Maxe Švabinského. Je autorkou několika odborných publikací o práci svého nevlastního otce a také životopisného románu Světla paměti.
Zasloužila se o zachování a rekonstrukci chaloupky Maxe Švabinského v Kozlově u České Třebové.

## Dílo
- Zuzana Vejrychová Švabinská, František Dvořák, Max Švabinský: Nová grafika a kresby, Galerie na Karlově náměstí, Praha
- Zuzana Švabinská, Poštovní známka v díle Maxe Švabinského. Soupis známkové tvorby, Praha 1963
- Zuzana Švabinská, Max Švabinský. Grafické dílo. Soupis, Praha 1976 (s L. Páleníčkem)
- Zuzana Švabinská, Kozlov Maxe Švabinského, Česká Třebová 1993 (s kol.)
- Zuzana Švabinská, Pozdní velké práce Maxe Švabinského, Muzeum. Sborník muzea Kroměřížska 1, 1999, s. 98-100
- Zuzana Švabinská, Václav Ševčík, Martin Kuna: Max Švabinský : soupis kreslířského a malířského díla 1879-1916 = catalogue of drawings and paintings 1879-1916, Kroměříž : Muzeum Kroměřížska, 2014
- ŠVABINSKÁ, Zuzana. Světla paměti. Praha: Academia, 2002. 257 s. ISBN 80-200-0912-4. Kapitola doslov.